# Juan de Padilla (Aufständischer)

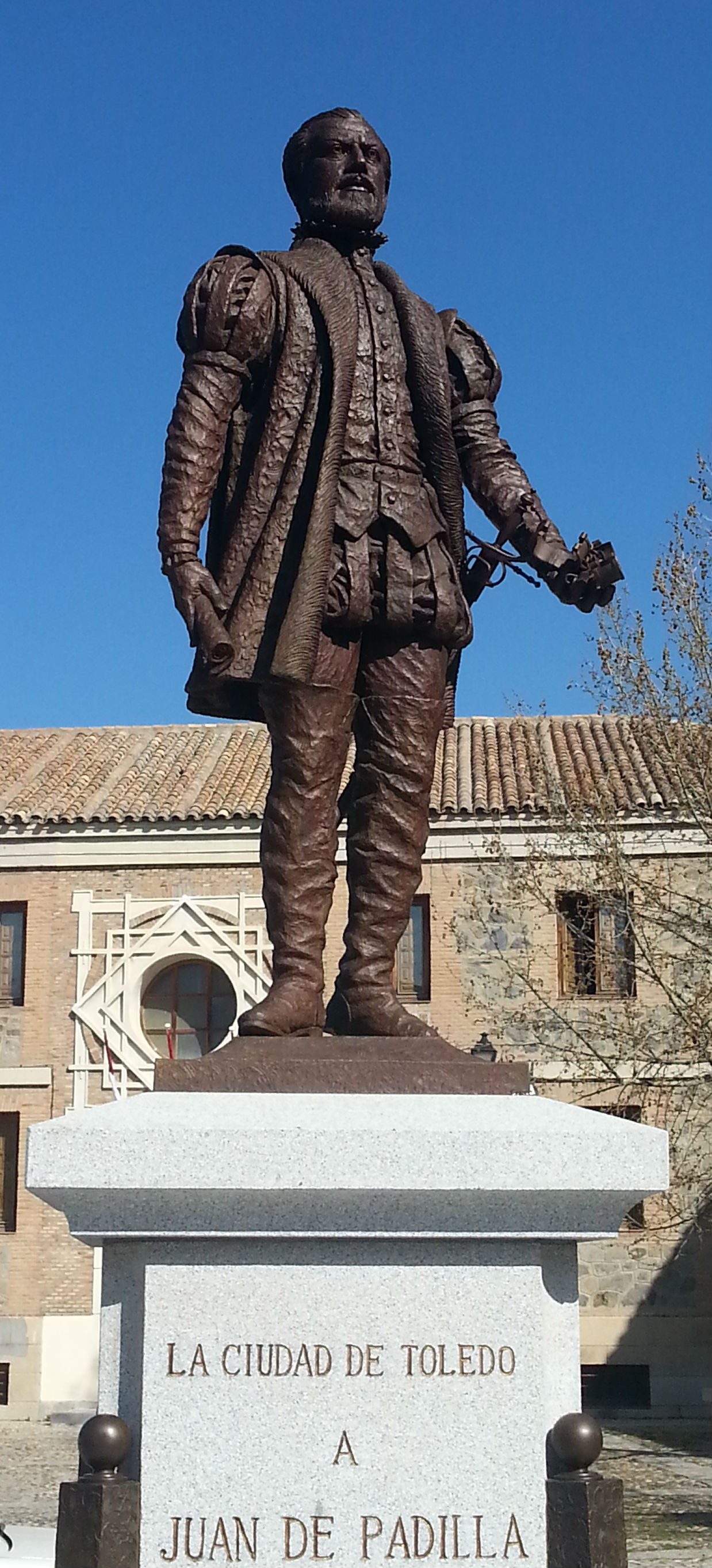
Juan de Padilla, Statue in Toledo (2015)

Juan de Padilla (* 1490 in Toledo; † 24. April 1521 in Villalar (heute Villalar de los Comuneros, Provinz Valladolid)) war einer der Führer des „Comuneros-Aufstandes“ gegen Kaiser Karl V., der gleichzeitig als Karl I. König von Spanien war.

## Leben
Juan de Padilla wurde in Toledo als Sohn einer Adelsfamilie geboren. Es gelang ihm nicht, die königliche Gunst zu erwerben, und aus einem Gefühl der Bitterkeit wurde er zum Hauptmann der Rebellenarmee. Die Aufständischen dachten zuerst an die Bildung einer Nationalregierung unter der Führung von Königin Johanna von Kastilien, genannt Johanna die Wahnsinnige und eroberten die Burg von Tordesillas, wo sie gefangen war. Die Städte in Kastilien versuchten, ihre traditionellen Rechte gegen die steigende Macht des Königs zu verteidigen. Die extreme Forderung der Aufständischen galt der dreijährlichen Einberufung der Cortes. Wegen des Misstrauens gegen die flämischen Ratgeber Karls V. kam es zu einer allgemeinen Unzufriedenheit, die dann mit zur Grausamkeit des Kampfes beitrug.
Im Sommer 1520 konnten die Aufständischen unter Padilla einige Siege erringen. Der verbreitete Wunsch nach einer Demokratisierung der Bewegung entfremdete die Adligen. Nachdem Padilla verdrängt worden war, rief man ihn nach einer Niederlage des neuen Hauptmanns zurück. Nach einigen militärischen Erfolgen wurden seine Truppen am 23. April 1521 bei Villalar vernichtend geschlagen, die Führer fielen in der Schlacht oder wurden (wie Padilla) kurz danach hingerichtet. Der spanische Adel stand dem sogenannten „Comuneros-Aufstand“ zunächst abwartend gegenüber. Als er jedoch eine antiaristokratische Wendung nahm, stellte sich der Adel geschlossen auf die Seite der Monarchie.